# المهدي خرماج
المهدي خرماج  (3 يوليو 1983 المغرب) هو لاعب كرة قدم مغربي.